# 白塞尔维亚

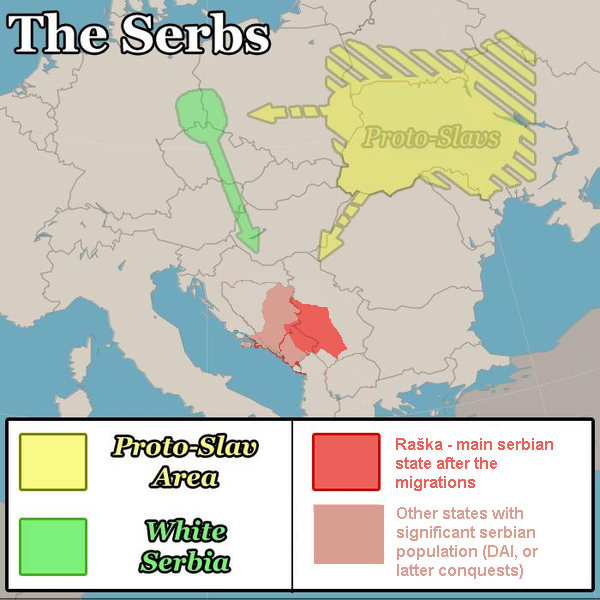
塞尔维亚民族迁徙路线

白塞尔维亚，又称波耶卡（古塞尔维亚语：Бојка），是传说中塞尔维亚人的祖先也就是白塞尔维亚人的发源地，位于中欧东北部的卢萨蒂亚。